# Castelo de Ben Mirao
O Castelo de Ben Mirao foi uma antiga fortificação portuguesa erigida próxima da vila marroquina de Tamaraque, num cabo que corta a praia de Ibn Immourane, nos anos a seguir à fundação da Fortaleza de Santa Cruz do Cabo de Gué, em 1505. 
Foi mandada construir por João Lopes de Sequeira depois de ter fundado a Fortaleza de Santa Cruz, mais para sul. Servia de atalaia a Santa Cruz. A origem do nome do fortim prende-se com um aportuguesamento do apelido Ibn Immourane. Tinha um fosso inundável na preia-mar, provavelmente atravessável por uma ponte levadiça mas hoje já só restam as fundações, as fiadas inferiores e a porta virada para terra. Foi curta a presença portuguesa no local e terá sido evacuado antes de 1513, data em que o rei D. Manuel comprou a fortaleza de Santa Cruz a João Lopes Sequeira.